# Quartetto per archi n. 18 (Mozart)
Il Quartetto per archi n. 18 in la maggiore K. 464 è il quinto dei quartetti dedicati ad Haydn (K 387, K 421, K 428, K 458, K 464, K 465). L'autografo mozartiano riporta come luogo e data della composizione Vienna, 10 gennaio 1785. Fra i quartetti dedicati ad Haydn, questo si distingue per rigore, severità di costruzione e complessità strutturale; Beethoven ne studiò con attenzione l'ultimo movimento. 
Il primo movimento, Allegro, in forma-sonata, esordisce con un tema suddiviso in due semifrasi, ciascuna delle quali a sua volta inizia con una nota ripetuta. Il secondo tema è in mi maggiore. Nessuno dei due temi ha carattere melodico, bensì sono costruiti in modo da essere funzionali allo sviluppo, che infatti è molto ampio, poco meno di settanta battute, ed è incentrato soprattutto sul primo tema.
Il secondo movimento è un minuetto, in la maggiore, dove il tema è formato da due incisi, uno ascendente e l'altro discendente, che subito vengono sovrapposti contrappuntisticamente. Il trio è in mi maggiore e ha carattere melodico. 
Il terzo movimento Andante, in re maggiore, è in forma di tema con sei variazioni; la prima variazione è ornamentale, la seconda è melodica, la terza strumentale, la quarta è in re minore, la quinta è contrappuntistica, mentre la sesta variazione è, secondo Massimo Mila, "un tratto di genio stupefacente", presentando nella parte del violoncello un insistente e bizzarro ritmo percussivo simile a "una specie di grottesca danza dello stregone"; secondo Mila, questo movimento costituisce la più importante realizzazione mozartiana nel genere della variazione. 
Il quarto e ultimo movimento, Allegro, è in forma di sonata monotematica; al posto del secondo tema vi è una riesposizione del primo tema alla dominante. Lo sviluppo ha carattere contrappuntistico, e solamente nel corso di esso appare una sorta di secondo tema, una melodia in valori lunghi imparentata tematicamente con quella del Trio del secondo movimento.